# Guangyuan
Guangyuan (xinès simplificat: 广元; xinès tradicional: 廣元; pinyin: Guǎngyuán; Wade–Giles: Kuang-yüan) és una ciutat a nivell de prefectura de la província de Sichuan, a la República Popular de la Xina. Limita amb les províncies de Shaanxi al nord-est i Gansu al nord-oest. La ciutat té una població de 2.305.657 habitants segons el cens de 2020.
Situada aproximadament entre les capitals provincials Chengdu, Lanzhou, Xi'an i la municipalitat de Chongqing, es considera la porta d'entrada nord a Sichuan. És una ciutat antiga, que destaca per les seves relíquies i tombes.

## Història
Antigament coneguda com Lizhou (利州, o prefectura de Li), Guangyuan va ser el lloc de naixement de Wu Zetian, l'única dona de la història xinesa que va governar directament com a emperadriu.
El 12 de maig de 2008 es va produir un terratrèmol de magnitud 7,9. en el que 4.822 persones van morir, 28.245 van resultar ferides i 125 van desaparèixer.

## Economia
L'economia de Guangyuan es basa en una gran varietat d'indústries pesades, així com en la mineria i l'agricultura. La planta 821, un antic gran reactor de producció de plutoni, ara utilitzat per processar residus nuclears, es troba a prop de Guangyuan. La ciutat és un important centre de producció de la medicina tradicional xinesa.

## Subdivisions
| Mapa de Guangyuan                                                                                        | Mapa de Guangyuan | Mapa de Guangyuan | Mapa de Guangyuan | Mapa de Guangyuan | Mapa de Guangyuan |
| --- | ----------------- | ----------------- | ----------------- | ----------------- | ----------------- |
| Lizhou Zhaohua Chaotian Comtat de · Wangcang Comtat de · Qingchuan Comtat de · Jiange Comtat de · Cangxi |                   |                   |                   |                   |                   |
| Nom | Hanzi             | Hanyu Pinyin      | Població (2010)   | Sup. (km²)        | Densitat (/km²)   |
| Districte de Lizhou                                                                                      | 利州区            | Lìzhōu Qū         | 516.424           | 1.482             | 348               |
| Districte de Zhaohua                                                                                     | 昭化区            | Zhāohuà Qū        | 168.489           | 1.435             | 117               |
| Districte de Chaotian                                                                                    | 朝天区            | Cháotiān Qū       | 174.333           | 1.618             | 108               |
| Comtat de Wangcang                                                                                       | 旺苍县            | Wàngcāng Xiàn     | 385.787           | 2.976             | 130               |
| Comtat de Qingchuan                                                                                      | 青川县            | Qīngchuān Xiàn    | 222.253           | 3.269             | 68                |
| Comtat de Jiange                                                                                         | 剑阁县            | Jiàngé Xiàn       | 457.656           | 3.204             | 142               |
| Comtat de Cangxi                                                                                         | 苍溪县            | Cāngxī Xiàn       | 559.181           | 2.330             | 240               |